# Hagnagora ceraria
Hagnagora ceraria är en fjärilsart som beskrevs av Molina 1782. Hagnagora ceraria ingår i släktet Hagnagora och familjen mätare. Inga underarter finns listade i Catalogue of Life.